# Division II i ishockey 1946-47
Division II 1946-47 var turneringen på næstbedste niveau i den svenske ishockeyliga i sæsonen 1946-47, og det var rækkens sjette sæson under navnet "Division II". Turneringen havde deltagelse af 43 hold, der spillede om fire oprykningspladser til Division I. Holdene var inddelt i syv puljer med seks eller syv hold i hver pulje. I hver pulje spillede holdene en dobbeltturnering alle-mod-alle, og de syv puljevindere gik videre til oprykningsspillet, hvor de spillede om de fire oprykningspladser.
Oprykningspladserne til Division I blev besat af følgende fire hold:
- Atlas Diesels IF, der vandt Division II Øst, og som i oprykningskampene besejrede Djurgårdens IF.
- Gävle Godtemplares IK, der vandt Division II Nord, og som i oprykningskampene besejrede IFK Bofors.
- Tranebergs IF, der vandt Division II Södermanland, og som i oprykningskampene besejrede Gävle Godtemplares IK.
- Västerås SK, der vandt Division II Västmanland, og som i oprykningskampene besejrede Djurgårdens IF.

## Hold
Division II havde deltagelse af 43 klubber, hvilket var to flere end i den foregående sæson. Blandt deltagerne var:
- 4 klubber, der var rykket ned fra Division I: Atlas Diesels IF, Södertälje IF, Tranebergs IF og Västerås SK.
- 10 klubber, der var rykket op fra de regionale serier: Degerfors BK, Deje IK, GoIF Tjalve, Grums IK, IF Eyra, IF Olympia, IFK Västerås, IK Warpen, Krylbo IF og Kungsholms IF.

Følgende hold havde siden den foregående sæson skiftet Division II-pulje:
- Djurgårdens IF blev flyttet fra Division II Øst til Division II Syd.

De syv puljer havde deltagelse af seks hold, bortset fra Division II Nord, der bestod af syv hold. I hver pulje spillede holdene en dobbeltturnering alle-mod-alle, og de syv puljevindere gik videre til oprykningsspillet om fire pladser i Division I.
| Hold                     | By         | Foregående sæson                 | Brynäs, Gefle, Gävle Godtemplare, Huge og Strömsbro Warpen Sandviken Falun Hofors Rättvik Brage Leksand Krylbo Degerfors Deje Färjestad og Göta Grums Bofors Eyra Forward IFK Västerås Västerås SK Westmann. Surahammar Atlas Diesel, Djurgården, IFK Stockholm, Kungsholm, Lilljanshof, Olympia, Reymersholm, Traneberg, Värtan og Årsta Sirius Tumba Södertälje Derby IFK Norrköping, Norrköpings AIS, Sleipner og Tjalve |
| Division II Nord         |            |                                  | Brynäs, Gefle, Gävle Godtemplare, Huge og Strömsbro Warpen Sandviken Falun Hofors Rättvik Brage Leksand Krylbo Degerfors Deje Färjestad og Göta Grums Bofors Eyra Forward IFK Västerås Västerås SK Westmann. Surahammar Atlas Diesel, Djurgården, IFK Stockholm, Kungsholm, Lilljanshof, Olympia, Reymersholm, Traneberg, Värtan og Årsta Sirius Tumba Södertälje Derby IFK Norrköping, Norrköpings AIS, Sleipner og Tjalve |
| Brynäs IF                | Gävle      | Nr. 1 i Division II Nord         | Brynäs, Gefle, Gävle Godtemplare, Huge og Strömsbro Warpen Sandviken Falun Hofors Rättvik Brage Leksand Krylbo Degerfors Deje Färjestad og Göta Grums Bofors Eyra Forward IFK Västerås Västerås SK Westmann. Surahammar Atlas Diesel, Djurgården, IFK Stockholm, Kungsholm, Lilljanshof, Olympia, Reymersholm, Traneberg, Värtan og Årsta Sirius Tumba Södertälje Derby IFK Norrköping, Norrköpings AIS, Sleipner og Tjalve |
| Gefle IF                 | Gävle      | Nr. 5 i Division II Nord         | Brynäs, Gefle, Gävle Godtemplare, Huge og Strömsbro Warpen Sandviken Falun Hofors Rättvik Brage Leksand Krylbo Degerfors Deje Färjestad og Göta Grums Bofors Eyra Forward IFK Västerås Västerås SK Westmann. Surahammar Atlas Diesel, Djurgården, IFK Stockholm, Kungsholm, Lilljanshof, Olympia, Reymersholm, Traneberg, Värtan og Årsta Sirius Tumba Södertälje Derby IFK Norrköping, Norrköpings AIS, Sleipner og Tjalve |
| Gävle Godtemplares IK    | Gävle      | Nr. 3 i Division II Nord         | Brynäs, Gefle, Gävle Godtemplare, Huge og Strömsbro Warpen Sandviken Falun Hofors Rättvik Brage Leksand Krylbo Degerfors Deje Färjestad og Göta Grums Bofors Eyra Forward IFK Västerås Västerås SK Westmann. Surahammar Atlas Diesel, Djurgården, IFK Stockholm, Kungsholm, Lilljanshof, Olympia, Reymersholm, Traneberg, Värtan og Årsta Sirius Tumba Södertälje Derby IFK Norrköping, Norrköpings AIS, Sleipner og Tjalve |
| IK Huge                  | Gävle      | Nr. 4 i Division II Nord         | Brynäs, Gefle, Gävle Godtemplare, Huge og Strömsbro Warpen Sandviken Falun Hofors Rättvik Brage Leksand Krylbo Degerfors Deje Färjestad og Göta Grums Bofors Eyra Forward IFK Västerås Västerås SK Westmann. Surahammar Atlas Diesel, Djurgården, IFK Stockholm, Kungsholm, Lilljanshof, Olympia, Reymersholm, Traneberg, Värtan og Årsta Sirius Tumba Södertälje Derby IFK Norrköping, Norrköpings AIS, Sleipner og Tjalve |
| IK Warpen                | Bollnäs    | Regional serie                   | Brynäs, Gefle, Gävle Godtemplare, Huge og Strömsbro Warpen Sandviken Falun Hofors Rättvik Brage Leksand Krylbo Degerfors Deje Färjestad og Göta Grums Bofors Eyra Forward IFK Västerås Västerås SK Westmann. Surahammar Atlas Diesel, Djurgården, IFK Stockholm, Kungsholm, Lilljanshof, Olympia, Reymersholm, Traneberg, Värtan og Årsta Sirius Tumba Södertälje Derby IFK Norrköping, Norrköpings AIS, Sleipner og Tjalve |
| Sandvikens IF            | Sandviken  | Nr. 2 i Division II Nord         | Brynäs, Gefle, Gävle Godtemplare, Huge og Strömsbro Warpen Sandviken Falun Hofors Rättvik Brage Leksand Krylbo Degerfors Deje Färjestad og Göta Grums Bofors Eyra Forward IFK Västerås Västerås SK Westmann. Surahammar Atlas Diesel, Djurgården, IFK Stockholm, Kungsholm, Lilljanshof, Olympia, Reymersholm, Traneberg, Värtan og Årsta Sirius Tumba Södertälje Derby IFK Norrköping, Norrköpings AIS, Sleipner og Tjalve |
| Strömsbro IF             | Gävle      | Nr. 6 i Division II Nord         | Brynäs, Gefle, Gävle Godtemplare, Huge og Strömsbro Warpen Sandviken Falun Hofors Rättvik Brage Leksand Krylbo Degerfors Deje Färjestad og Göta Grums Bofors Eyra Forward IFK Västerås Västerås SK Westmann. Surahammar Atlas Diesel, Djurgården, IFK Stockholm, Kungsholm, Lilljanshof, Olympia, Reymersholm, Traneberg, Värtan og Årsta Sirius Tumba Södertälje Derby IFK Norrköping, Norrköpings AIS, Sleipner og Tjalve |
| Division II Dalarna      |            |                                  | Brynäs, Gefle, Gävle Godtemplare, Huge og Strömsbro Warpen Sandviken Falun Hofors Rättvik Brage Leksand Krylbo Degerfors Deje Färjestad og Göta Grums Bofors Eyra Forward IFK Västerås Västerås SK Westmann. Surahammar Atlas Diesel, Djurgården, IFK Stockholm, Kungsholm, Lilljanshof, Olympia, Reymersholm, Traneberg, Värtan og Årsta Sirius Tumba Södertälje Derby IFK Norrköping, Norrköpings AIS, Sleipner og Tjalve |
| Falu BS                  | Falun      | Nr. 5 i Division II Dalarserien  | Brynäs, Gefle, Gävle Godtemplare, Huge og Strömsbro Warpen Sandviken Falun Hofors Rättvik Brage Leksand Krylbo Degerfors Deje Färjestad og Göta Grums Bofors Eyra Forward IFK Västerås Västerås SK Westmann. Surahammar Atlas Diesel, Djurgården, IFK Stockholm, Kungsholm, Lilljanshof, Olympia, Reymersholm, Traneberg, Värtan og Årsta Sirius Tumba Södertälje Derby IFK Norrköping, Norrköpings AIS, Sleipner og Tjalve |
| Hofors IK                | Hofors     | Nr. 1 i Division II Dalarserien  | Brynäs, Gefle, Gävle Godtemplare, Huge og Strömsbro Warpen Sandviken Falun Hofors Rättvik Brage Leksand Krylbo Degerfors Deje Färjestad og Göta Grums Bofors Eyra Forward IFK Västerås Västerås SK Westmann. Surahammar Atlas Diesel, Djurgården, IFK Stockholm, Kungsholm, Lilljanshof, Olympia, Reymersholm, Traneberg, Värtan og Årsta Sirius Tumba Södertälje Derby IFK Norrköping, Norrköpings AIS, Sleipner og Tjalve |
| IFK Rättvik              | Rättvik    | Nr. 6 i Division II Dalarserien  | Brynäs, Gefle, Gävle Godtemplare, Huge og Strömsbro Warpen Sandviken Falun Hofors Rättvik Brage Leksand Krylbo Degerfors Deje Färjestad og Göta Grums Bofors Eyra Forward IFK Västerås Västerås SK Westmann. Surahammar Atlas Diesel, Djurgården, IFK Stockholm, Kungsholm, Lilljanshof, Olympia, Reymersholm, Traneberg, Värtan og Årsta Sirius Tumba Södertälje Derby IFK Norrköping, Norrköpings AIS, Sleipner og Tjalve |
| IK Brage                 | Borlänge   | Nr. 3 i Division II Dalarserien  | Brynäs, Gefle, Gävle Godtemplare, Huge og Strömsbro Warpen Sandviken Falun Hofors Rättvik Brage Leksand Krylbo Degerfors Deje Färjestad og Göta Grums Bofors Eyra Forward IFK Västerås Västerås SK Westmann. Surahammar Atlas Diesel, Djurgården, IFK Stockholm, Kungsholm, Lilljanshof, Olympia, Reymersholm, Traneberg, Värtan og Årsta Sirius Tumba Södertälje Derby IFK Norrköping, Norrköpings AIS, Sleipner og Tjalve |
| Leksands IF              | Leksand    | Nr. 2 i Division II Dalarserien  | Brynäs, Gefle, Gävle Godtemplare, Huge og Strömsbro Warpen Sandviken Falun Hofors Rättvik Brage Leksand Krylbo Degerfors Deje Färjestad og Göta Grums Bofors Eyra Forward IFK Västerås Västerås SK Westmann. Surahammar Atlas Diesel, Djurgården, IFK Stockholm, Kungsholm, Lilljanshof, Olympia, Reymersholm, Traneberg, Värtan og Årsta Sirius Tumba Södertälje Derby IFK Norrköping, Norrköpings AIS, Sleipner og Tjalve |
| Krylbo IF                | Krylbo     | Regional serie                   | Brynäs, Gefle, Gävle Godtemplare, Huge og Strömsbro Warpen Sandviken Falun Hofors Rättvik Brage Leksand Krylbo Degerfors Deje Färjestad og Göta Grums Bofors Eyra Forward IFK Västerås Västerås SK Westmann. Surahammar Atlas Diesel, Djurgården, IFK Stockholm, Kungsholm, Lilljanshof, Olympia, Reymersholm, Traneberg, Värtan og Årsta Sirius Tumba Södertälje Derby IFK Norrköping, Norrköpings AIS, Sleipner og Tjalve |
| Division II Vest         |            |                                  | Brynäs, Gefle, Gävle Godtemplare, Huge og Strömsbro Warpen Sandviken Falun Hofors Rättvik Brage Leksand Krylbo Degerfors Deje Färjestad og Göta Grums Bofors Eyra Forward IFK Västerås Västerås SK Westmann. Surahammar Atlas Diesel, Djurgården, IFK Stockholm, Kungsholm, Lilljanshof, Olympia, Reymersholm, Traneberg, Värtan og Årsta Sirius Tumba Södertälje Derby IFK Norrköping, Norrköpings AIS, Sleipner og Tjalve |
| Degerfors BK             | Degerfors  | Regional serie                   | Brynäs, Gefle, Gävle Godtemplare, Huge og Strömsbro Warpen Sandviken Falun Hofors Rättvik Brage Leksand Krylbo Degerfors Deje Färjestad og Göta Grums Bofors Eyra Forward IFK Västerås Västerås SK Westmann. Surahammar Atlas Diesel, Djurgården, IFK Stockholm, Kungsholm, Lilljanshof, Olympia, Reymersholm, Traneberg, Värtan og Årsta Sirius Tumba Södertälje Derby IFK Norrköping, Norrköpings AIS, Sleipner og Tjalve |
| Deje IK                  | Deje       | Regional serie                   | Brynäs, Gefle, Gävle Godtemplare, Huge og Strömsbro Warpen Sandviken Falun Hofors Rättvik Brage Leksand Krylbo Degerfors Deje Färjestad og Göta Grums Bofors Eyra Forward IFK Västerås Västerås SK Westmann. Surahammar Atlas Diesel, Djurgården, IFK Stockholm, Kungsholm, Lilljanshof, Olympia, Reymersholm, Traneberg, Värtan og Årsta Sirius Tumba Södertälje Derby IFK Norrköping, Norrköpings AIS, Sleipner og Tjalve |
| Färjestads BK            | Karlstad   | Nr. 4 i Division II Vest         | Brynäs, Gefle, Gävle Godtemplare, Huge og Strömsbro Warpen Sandviken Falun Hofors Rättvik Brage Leksand Krylbo Degerfors Deje Färjestad og Göta Grums Bofors Eyra Forward IFK Västerås Västerås SK Westmann. Surahammar Atlas Diesel, Djurgården, IFK Stockholm, Kungsholm, Lilljanshof, Olympia, Reymersholm, Traneberg, Värtan og Årsta Sirius Tumba Södertälje Derby IFK Norrköping, Norrköpings AIS, Sleipner og Tjalve |
| Grums IK                 | Grums      | Regional serie                   | Brynäs, Gefle, Gävle Godtemplare, Huge og Strömsbro Warpen Sandviken Falun Hofors Rättvik Brage Leksand Krylbo Degerfors Deje Färjestad og Göta Grums Bofors Eyra Forward IFK Västerås Västerås SK Westmann. Surahammar Atlas Diesel, Djurgården, IFK Stockholm, Kungsholm, Lilljanshof, Olympia, Reymersholm, Traneberg, Värtan og Årsta Sirius Tumba Södertälje Derby IFK Norrköping, Norrköpings AIS, Sleipner og Tjalve |
| IF Göta                  | Karlstad   | Nr. 2 i Division II Vest         | Brynäs, Gefle, Gävle Godtemplare, Huge og Strömsbro Warpen Sandviken Falun Hofors Rättvik Brage Leksand Krylbo Degerfors Deje Färjestad og Göta Grums Bofors Eyra Forward IFK Västerås Västerås SK Westmann. Surahammar Atlas Diesel, Djurgården, IFK Stockholm, Kungsholm, Lilljanshof, Olympia, Reymersholm, Traneberg, Värtan og Årsta Sirius Tumba Södertälje Derby IFK Norrköping, Norrköpings AIS, Sleipner og Tjalve |
| IFK Bofors               | Karlskoga  | Nr. 3 i Division II Vest         | Brynäs, Gefle, Gävle Godtemplare, Huge og Strömsbro Warpen Sandviken Falun Hofors Rättvik Brage Leksand Krylbo Degerfors Deje Färjestad og Göta Grums Bofors Eyra Forward IFK Västerås Västerås SK Westmann. Surahammar Atlas Diesel, Djurgården, IFK Stockholm, Kungsholm, Lilljanshof, Olympia, Reymersholm, Traneberg, Värtan og Årsta Sirius Tumba Södertälje Derby IFK Norrköping, Norrköpings AIS, Sleipner og Tjalve |
| Division II Västmanland  |            |                                  | Brynäs, Gefle, Gävle Godtemplare, Huge og Strömsbro Warpen Sandviken Falun Hofors Rättvik Brage Leksand Krylbo Degerfors Deje Färjestad og Göta Grums Bofors Eyra Forward IFK Västerås Västerås SK Westmann. Surahammar Atlas Diesel, Djurgården, IFK Stockholm, Kungsholm, Lilljanshof, Olympia, Reymersholm, Traneberg, Värtan og Årsta Sirius Tumba Södertälje Derby IFK Norrköping, Norrköpings AIS, Sleipner og Tjalve |
| BK Forward               | Örebro     | Nr. 3 i Division II Västmanland  | Brynäs, Gefle, Gävle Godtemplare, Huge og Strömsbro Warpen Sandviken Falun Hofors Rättvik Brage Leksand Krylbo Degerfors Deje Färjestad og Göta Grums Bofors Eyra Forward IFK Västerås Västerås SK Westmann. Surahammar Atlas Diesel, Djurgården, IFK Stockholm, Kungsholm, Lilljanshof, Olympia, Reymersholm, Traneberg, Värtan og Årsta Sirius Tumba Södertälje Derby IFK Norrköping, Norrköpings AIS, Sleipner og Tjalve |
| IF Eyra                  | Örebro     | Regional serie                   | Brynäs, Gefle, Gävle Godtemplare, Huge og Strömsbro Warpen Sandviken Falun Hofors Rättvik Brage Leksand Krylbo Degerfors Deje Färjestad og Göta Grums Bofors Eyra Forward IFK Västerås Västerås SK Westmann. Surahammar Atlas Diesel, Djurgården, IFK Stockholm, Kungsholm, Lilljanshof, Olympia, Reymersholm, Traneberg, Värtan og Årsta Sirius Tumba Södertälje Derby IFK Norrköping, Norrköpings AIS, Sleipner og Tjalve |
| IFK Västerås             | Västerås   | Regional serie                   | Brynäs, Gefle, Gävle Godtemplare, Huge og Strömsbro Warpen Sandviken Falun Hofors Rättvik Brage Leksand Krylbo Degerfors Deje Färjestad og Göta Grums Bofors Eyra Forward IFK Västerås Västerås SK Westmann. Surahammar Atlas Diesel, Djurgården, IFK Stockholm, Kungsholm, Lilljanshof, Olympia, Reymersholm, Traneberg, Värtan og Årsta Sirius Tumba Södertälje Derby IFK Norrköping, Norrköpings AIS, Sleipner og Tjalve |
| IK Westmannia            | Köping     | Nr. 4 i Division II Västmanland  | Brynäs, Gefle, Gävle Godtemplare, Huge og Strömsbro Warpen Sandviken Falun Hofors Rättvik Brage Leksand Krylbo Degerfors Deje Färjestad og Göta Grums Bofors Eyra Forward IFK Västerås Västerås SK Westmann. Surahammar Atlas Diesel, Djurgården, IFK Stockholm, Kungsholm, Lilljanshof, Olympia, Reymersholm, Traneberg, Värtan og Årsta Sirius Tumba Södertälje Derby IFK Norrköping, Norrköpings AIS, Sleipner og Tjalve |
| Surahammars IF           | Surahammar | Nr. 2 i Division II Västmanland  | Brynäs, Gefle, Gävle Godtemplare, Huge og Strömsbro Warpen Sandviken Falun Hofors Rättvik Brage Leksand Krylbo Degerfors Deje Färjestad og Göta Grums Bofors Eyra Forward IFK Västerås Västerås SK Westmann. Surahammar Atlas Diesel, Djurgården, IFK Stockholm, Kungsholm, Lilljanshof, Olympia, Reymersholm, Traneberg, Värtan og Årsta Sirius Tumba Södertälje Derby IFK Norrköping, Norrköpings AIS, Sleipner og Tjalve |
| Västerås SK              | Västerås   | Nr. 5 i Division I Syd           | Brynäs, Gefle, Gävle Godtemplare, Huge og Strömsbro Warpen Sandviken Falun Hofors Rättvik Brage Leksand Krylbo Degerfors Deje Färjestad og Göta Grums Bofors Eyra Forward IFK Västerås Västerås SK Westmann. Surahammar Atlas Diesel, Djurgården, IFK Stockholm, Kungsholm, Lilljanshof, Olympia, Reymersholm, Traneberg, Värtan og Årsta Sirius Tumba Södertälje Derby IFK Norrköping, Norrköpings AIS, Sleipner og Tjalve |
| Division II Øst          |            |                                  | Brynäs, Gefle, Gävle Godtemplare, Huge og Strömsbro Warpen Sandviken Falun Hofors Rättvik Brage Leksand Krylbo Degerfors Deje Färjestad og Göta Grums Bofors Eyra Forward IFK Västerås Västerås SK Westmann. Surahammar Atlas Diesel, Djurgården, IFK Stockholm, Kungsholm, Lilljanshof, Olympia, Reymersholm, Traneberg, Värtan og Årsta Sirius Tumba Södertälje Derby IFK Norrköping, Norrköpings AIS, Sleipner og Tjalve |
| Atlas Diesels IF         | Stockholm  | Nr. 5 i Division I Nord          | Brynäs, Gefle, Gävle Godtemplare, Huge og Strömsbro Warpen Sandviken Falun Hofors Rättvik Brage Leksand Krylbo Degerfors Deje Färjestad og Göta Grums Bofors Eyra Forward IFK Västerås Västerås SK Westmann. Surahammar Atlas Diesel, Djurgården, IFK Stockholm, Kungsholm, Lilljanshof, Olympia, Reymersholm, Traneberg, Värtan og Årsta Sirius Tumba Södertälje Derby IFK Norrköping, Norrköpings AIS, Sleipner og Tjalve |
| IFK Stockholm            | Stockholm  | Nr. 1 i Division II Øst          | Brynäs, Gefle, Gävle Godtemplare, Huge og Strömsbro Warpen Sandviken Falun Hofors Rättvik Brage Leksand Krylbo Degerfors Deje Färjestad og Göta Grums Bofors Eyra Forward IFK Västerås Västerås SK Westmann. Surahammar Atlas Diesel, Djurgården, IFK Stockholm, Kungsholm, Lilljanshof, Olympia, Reymersholm, Traneberg, Värtan og Årsta Sirius Tumba Södertälje Derby IFK Norrköping, Norrköpings AIS, Sleipner og Tjalve |
| IK Sirius                | Uppsala    | Nr. 2 i Division II Øst          | Brynäs, Gefle, Gävle Godtemplare, Huge og Strömsbro Warpen Sandviken Falun Hofors Rättvik Brage Leksand Krylbo Degerfors Deje Färjestad og Göta Grums Bofors Eyra Forward IFK Västerås Västerås SK Westmann. Surahammar Atlas Diesel, Djurgården, IFK Stockholm, Kungsholm, Lilljanshof, Olympia, Reymersholm, Traneberg, Värtan og Årsta Sirius Tumba Södertälje Derby IFK Norrköping, Norrköpings AIS, Sleipner og Tjalve |
| Kungsholms IF            | Stockholm  | Regional serie                   | Brynäs, Gefle, Gävle Godtemplare, Huge og Strömsbro Warpen Sandviken Falun Hofors Rättvik Brage Leksand Krylbo Degerfors Deje Färjestad og Göta Grums Bofors Eyra Forward IFK Västerås Västerås SK Westmann. Surahammar Atlas Diesel, Djurgården, IFK Stockholm, Kungsholm, Lilljanshof, Olympia, Reymersholm, Traneberg, Värtan og Årsta Sirius Tumba Södertälje Derby IFK Norrköping, Norrköpings AIS, Sleipner og Tjalve |
| Reymersholms IK          | Stockholm  | Nr. 4 i Division II Øst          | Brynäs, Gefle, Gävle Godtemplare, Huge og Strömsbro Warpen Sandviken Falun Hofors Rättvik Brage Leksand Krylbo Degerfors Deje Färjestad og Göta Grums Bofors Eyra Forward IFK Västerås Västerås SK Westmann. Surahammar Atlas Diesel, Djurgården, IFK Stockholm, Kungsholm, Lilljanshof, Olympia, Reymersholm, Traneberg, Värtan og Årsta Sirius Tumba Södertälje Derby IFK Norrköping, Norrköpings AIS, Sleipner og Tjalve |
| Årsta SK                 | Stockholm  | Nr. 3 i Division II Øst          | Brynäs, Gefle, Gävle Godtemplare, Huge og Strömsbro Warpen Sandviken Falun Hofors Rättvik Brage Leksand Krylbo Degerfors Deje Färjestad og Göta Grums Bofors Eyra Forward IFK Västerås Västerås SK Westmann. Surahammar Atlas Diesel, Djurgården, IFK Stockholm, Kungsholm, Lilljanshof, Olympia, Reymersholm, Traneberg, Värtan og Årsta Sirius Tumba Södertälje Derby IFK Norrköping, Norrköpings AIS, Sleipner og Tjalve |
| Division II Södermanland |            |                                  | Brynäs, Gefle, Gävle Godtemplare, Huge og Strömsbro Warpen Sandviken Falun Hofors Rättvik Brage Leksand Krylbo Degerfors Deje Färjestad og Göta Grums Bofors Eyra Forward IFK Västerås Västerås SK Westmann. Surahammar Atlas Diesel, Djurgården, IFK Stockholm, Kungsholm, Lilljanshof, Olympia, Reymersholm, Traneberg, Värtan og Årsta Sirius Tumba Södertälje Derby IFK Norrköping, Norrköpings AIS, Sleipner og Tjalve |
| IF Olympia               | Stockholm  | Regional serie                   | Brynäs, Gefle, Gävle Godtemplare, Huge og Strömsbro Warpen Sandviken Falun Hofors Rättvik Brage Leksand Krylbo Degerfors Deje Färjestad og Göta Grums Bofors Eyra Forward IFK Västerås Västerås SK Westmann. Surahammar Atlas Diesel, Djurgården, IFK Stockholm, Kungsholm, Lilljanshof, Olympia, Reymersholm, Traneberg, Värtan og Årsta Sirius Tumba Södertälje Derby IFK Norrköping, Norrköpings AIS, Sleipner og Tjalve |
| IFK Tumba                | Tumba      | Nr. 4 i Division II Södermanland | Brynäs, Gefle, Gävle Godtemplare, Huge og Strömsbro Warpen Sandviken Falun Hofors Rättvik Brage Leksand Krylbo Degerfors Deje Färjestad og Göta Grums Bofors Eyra Forward IFK Västerås Västerås SK Westmann. Surahammar Atlas Diesel, Djurgården, IFK Stockholm, Kungsholm, Lilljanshof, Olympia, Reymersholm, Traneberg, Värtan og Årsta Sirius Tumba Södertälje Derby IFK Norrköping, Norrköpings AIS, Sleipner og Tjalve |
| Lilljanshofs IF          | Stockholm  | Nr. 3 i Division II Södermanland | Brynäs, Gefle, Gävle Godtemplare, Huge og Strömsbro Warpen Sandviken Falun Hofors Rättvik Brage Leksand Krylbo Degerfors Deje Färjestad og Göta Grums Bofors Eyra Forward IFK Västerås Västerås SK Westmann. Surahammar Atlas Diesel, Djurgården, IFK Stockholm, Kungsholm, Lilljanshof, Olympia, Reymersholm, Traneberg, Värtan og Årsta Sirius Tumba Södertälje Derby IFK Norrköping, Norrköpings AIS, Sleipner og Tjalve |
| Södertälje IF            | Södertälje | Nr. 6 i Division I Syd           | Brynäs, Gefle, Gävle Godtemplare, Huge og Strömsbro Warpen Sandviken Falun Hofors Rättvik Brage Leksand Krylbo Degerfors Deje Färjestad og Göta Grums Bofors Eyra Forward IFK Västerås Västerås SK Westmann. Surahammar Atlas Diesel, Djurgården, IFK Stockholm, Kungsholm, Lilljanshof, Olympia, Reymersholm, Traneberg, Värtan og Årsta Sirius Tumba Södertälje Derby IFK Norrköping, Norrköpings AIS, Sleipner og Tjalve |
| Tranebergs IF            | Stockholm  | Nr. 6 i Division I Nord          | Brynäs, Gefle, Gävle Godtemplare, Huge og Strömsbro Warpen Sandviken Falun Hofors Rättvik Brage Leksand Krylbo Degerfors Deje Färjestad og Göta Grums Bofors Eyra Forward IFK Västerås Västerås SK Westmann. Surahammar Atlas Diesel, Djurgården, IFK Stockholm, Kungsholm, Lilljanshof, Olympia, Reymersholm, Traneberg, Värtan og Årsta Sirius Tumba Södertälje Derby IFK Norrköping, Norrköpings AIS, Sleipner og Tjalve |
| Värtans IK               | Stockholm  | Nr. 2 i Division II Södermanland | Brynäs, Gefle, Gävle Godtemplare, Huge og Strömsbro Warpen Sandviken Falun Hofors Rättvik Brage Leksand Krylbo Degerfors Deje Färjestad og Göta Grums Bofors Eyra Forward IFK Västerås Västerås SK Westmann. Surahammar Atlas Diesel, Djurgården, IFK Stockholm, Kungsholm, Lilljanshof, Olympia, Reymersholm, Traneberg, Värtan og Årsta Sirius Tumba Södertälje Derby IFK Norrköping, Norrköpings AIS, Sleipner og Tjalve |
| Division II Syd          |            |                                  | Brynäs, Gefle, Gävle Godtemplare, Huge og Strömsbro Warpen Sandviken Falun Hofors Rättvik Brage Leksand Krylbo Degerfors Deje Färjestad og Göta Grums Bofors Eyra Forward IFK Västerås Västerås SK Westmann. Surahammar Atlas Diesel, Djurgården, IFK Stockholm, Kungsholm, Lilljanshof, Olympia, Reymersholm, Traneberg, Värtan og Årsta Sirius Tumba Södertälje Derby IFK Norrköping, Norrköpings AIS, Sleipner og Tjalve |
| BK Derby                 | Linköping  | Nr. 5 i Division II Syd          | Brynäs, Gefle, Gävle Godtemplare, Huge og Strömsbro Warpen Sandviken Falun Hofors Rättvik Brage Leksand Krylbo Degerfors Deje Färjestad og Göta Grums Bofors Eyra Forward IFK Västerås Västerås SK Westmann. Surahammar Atlas Diesel, Djurgården, IFK Stockholm, Kungsholm, Lilljanshof, Olympia, Reymersholm, Traneberg, Värtan og Årsta Sirius Tumba Södertälje Derby IFK Norrköping, Norrköpings AIS, Sleipner og Tjalve |
| Djurgårdens IF           | Stockholm  | Nr. 5 i Division II Øst          | Brynäs, Gefle, Gävle Godtemplare, Huge og Strömsbro Warpen Sandviken Falun Hofors Rättvik Brage Leksand Krylbo Degerfors Deje Färjestad og Göta Grums Bofors Eyra Forward IFK Västerås Västerås SK Westmann. Surahammar Atlas Diesel, Djurgården, IFK Stockholm, Kungsholm, Lilljanshof, Olympia, Reymersholm, Traneberg, Värtan og Årsta Sirius Tumba Södertälje Derby IFK Norrköping, Norrköpings AIS, Sleipner og Tjalve |
| IFK Norrköping           | Norrköping | Nr. 4 i Division II Syd          | Brynäs, Gefle, Gävle Godtemplare, Huge og Strömsbro Warpen Sandviken Falun Hofors Rättvik Brage Leksand Krylbo Degerfors Deje Färjestad og Göta Grums Bofors Eyra Forward IFK Västerås Västerås SK Westmann. Surahammar Atlas Diesel, Djurgården, IFK Stockholm, Kungsholm, Lilljanshof, Olympia, Reymersholm, Traneberg, Värtan og Årsta Sirius Tumba Södertälje Derby IFK Norrköping, Norrköpings AIS, Sleipner og Tjalve |
| IK Sleipner              | Norrköping | Nr. 2 i Division II Syd          | Brynäs, Gefle, Gävle Godtemplare, Huge og Strömsbro Warpen Sandviken Falun Hofors Rättvik Brage Leksand Krylbo Degerfors Deje Färjestad og Göta Grums Bofors Eyra Forward IFK Västerås Västerås SK Westmann. Surahammar Atlas Diesel, Djurgården, IFK Stockholm, Kungsholm, Lilljanshof, Olympia, Reymersholm, Traneberg, Värtan og Årsta Sirius Tumba Södertälje Derby IFK Norrköping, Norrköpings AIS, Sleipner og Tjalve |
| Norrköpings AIS          | Norrköping | Nr. 3 i Division II Syd          | Brynäs, Gefle, Gävle Godtemplare, Huge og Strömsbro Warpen Sandviken Falun Hofors Rättvik Brage Leksand Krylbo Degerfors Deje Färjestad og Göta Grums Bofors Eyra Forward IFK Västerås Västerås SK Westmann. Surahammar Atlas Diesel, Djurgården, IFK Stockholm, Kungsholm, Lilljanshof, Olympia, Reymersholm, Traneberg, Värtan og Årsta Sirius Tumba Södertälje Derby IFK Norrköping, Norrköpings AIS, Sleipner og Tjalve |
| GoIF Tjalve              | Norrköping | Regional serie                   | Brynäs, Gefle, Gävle Godtemplare, Huge og Strömsbro Warpen Sandviken Falun Hofors Rättvik Brage Leksand Krylbo Degerfors Deje Färjestad og Göta Grums Bofors Eyra Forward IFK Västerås Västerås SK Westmann. Surahammar Atlas Diesel, Djurgården, IFK Stockholm, Kungsholm, Lilljanshof, Olympia, Reymersholm, Traneberg, Värtan og Årsta Sirius Tumba Södertälje Derby IFK Norrköping, Norrköpings AIS, Sleipner og Tjalve |

## Puljer

### Division II Nord
| \| Nr \| Hold \| K \| V \| U \| T \| Mf \| \| Mi \| +/- \| P \| \| -- \| --------------------- \| -- \| -- \| - \| - \| -- \| - \| -- \| --- \| -------------------------------------- \| \| 1 \| Gävle Godtemplares IK \| 12 \| 10 \| 0 \| 2 \| 58 \| – \| 30 \| +28 \| 20Oprykningsspil \| \| 2 \| Brynäs IF \| 12 \| 6 \| 2 \| 4 \| 56 \| – \| 47 \| +9 \| 14 \| \| 3 \| IK Huge \| 12 \| 7 \| 0 \| 5 \| 58 \| – \| 57 \| +1 \| 14 \| \| 4 \| Gefle IF \| 12 \| 6 \| 1 \| 5 \| 50 \| – \| 47 \| +3 \| 13 \| \| 5 \| IK Warpen (O) \| 12 \| 5 \| 0 \| 7 \| 43 \| – \| 35 \| +8 \| 10 \| \| 6 \| Sandvikens IF \| 12 \| 4 \| 0 \| 8 \| 44 \| – \| 60 \| −16 \| 8 \| \| 7 \| Strömsbro IF \| 12 \| 1 \| 3 \| 8 \| 39 \| – \| 72 \| −33 \| 5Nedrykning til regional serie 1947-48 \| K: Kampe spillet, V: Vundne kampe, U: Uafgjorte kampe, T: Tabte kampe, Mf: Mål for, Mi: Mål imod, +/-: Måldifference, P: Point |                       |    |    |   |   |    |   |    |     |                                        |
| Nr | Hold                  | K  | V  | U | T | Mf |   | Mi | +/- | P                                      |
| 1 | Gävle Godtemplares IK | 12 | 10 | 0 | 2 | 58 | – | 30 | +28 | 20Oprykningsspil                       |
| 2 | Brynäs IF             | 12 | 6  | 2 | 4 | 56 | – | 47 | +9  | 14                                     |
| 3 | IK Huge               | 12 | 7  | 0 | 5 | 58 | – | 57 | +1  | 14                                     |
| 4 | Gefle IF              | 12 | 6  | 1 | 5 | 50 | – | 47 | +3  | 13                                     |
| 5 | IK Warpen (O)         | 12 | 5  | 0 | 7 | 43 | – | 35 | +8  | 10                                     |
| 6 | Sandvikens IF         | 12 | 4  | 0 | 8 | 44 | – | 60 | −16 | 8                                      |
| 7 | Strömsbro IF          | 12 | 1  | 3 | 8 | 39 | – | 72 | −33 | 5Nedrykning til regional serie 1947-48 |

### Division II Dalarserien
| \| Nr \| Hold \| K \| V \| U \| T \| Mf \| \| Mi \| +/- \| P \| \| -- \| ------------- \| -- \| - \| - \| -- \| -- \| - \| -- \| --- \| -------------------------------------- \| \| 1 \| Leksands IF \| 10 \| 9 \| 0 \| 1 \| 83 \| – \| 23 \| +60 \| 18Oprykningsspil \| \| 2 \| IFK Rättvik \| 10 \| 6 \| 0 \| 4 \| 64 \| – \| 47 \| +17 \| 12 \| \| 3 \| IK Brage \| 10 \| 5 \| 2 \| 3 \| 40 \| – \| 43 \| −3 \| 12 \| \| 4 \| Hofors IK \| 10 \| 4 \| 1 \| 5 \| 54 \| – \| 50 \| +4 \| 9 \| \| 5 \| Krylbo IF (O) \| 10 \| 4 \| 1 \| 5 \| 23 \| – \| 33 \| −10 \| 9 \| \| 6 \| Falu BS \| 10 \| 0 \| 0 \| 10 \| 13 \| – \| 81 \| −68 \| 0Nedrykning til regional serie 1947-48 \| K: Kampe spillet, V: Vundne kampe, U: Uafgjorte kampe, T: Tabte kampe, Mf: Mål for, Mi: Mål imod, +/-: Måldifference, P: Point |               |    |   |   |    |    |   |    |     |                                        |
| Nr | Hold          | K  | V | U | T  | Mf |   | Mi | +/- | P                                      |
| 1 | Leksands IF   | 10 | 9 | 0 | 1  | 83 | – | 23 | +60 | 18Oprykningsspil                       |
| 2 | IFK Rättvik   | 10 | 6 | 0 | 4  | 64 | – | 47 | +17 | 12                                     |
| 3 | IK Brage      | 10 | 5 | 2 | 3  | 40 | – | 43 | −3  | 12                                     |
| 4 | Hofors IK     | 10 | 4 | 1 | 5  | 54 | – | 50 | +4  | 9                                      |
| 5 | Krylbo IF (O) | 10 | 4 | 1 | 5  | 23 | – | 33 | −10 | 9                                      |
| 6 | Falu BS       | 10 | 0 | 0 | 10 | 13 | – | 81 | −68 | 0Nedrykning til regional serie 1947-48 |

### Division II Vest
| \| Nr \| Hold \| K \| V \| U \| T \| Mf \| \| Mi \| +/- \| P \| \| -- \| ---------------- \| -- \| -- \| - \| - \| -- \| - \| -- \| --- \| -------------------------------------- \| \| 1 \| IFK Bofors \| 10 \| 10 \| 0 \| 0 \| 70 \| – \| 12 \| +58 \| 20Oprykningsspil \| \| 2 \| IF Göta \| 9 \| 5 \| 1 \| 3 \| 42 \| – \| 29 \| +13 \| 11 \| \| 3 \| Deje IK (O) \| 10 \| 4 \| 1 \| 5 \| 28 \| – \| 34 \| −6 \| 9 \| \| 4 \| Färjestads BK \| 10 \| 3 \| 1 \| 6 \| 40 \| – \| 55 \| −15 \| 7 \| \| 5 \| Degerfors BK (O) \| 10 \| 3 \| 0 \| 7 \| 33 \| – \| 49 \| −16 \| 6 \| \| 6 \| Grums IK (O) \| 9 \| 1 \| 3 \| 5 \| 29 \| – \| 63 \| −34 \| 5Nedrykning til regional serie 1947-48 \| K: Kampe spillet, V: Vundne kampe, U: Uafgjorte kampe, T: Tabte kampe, Mf: Mål for, Mi: Mål imod, +/-: Måldifference, P: Point |                  |    |    |   |   |    |   |    |     |                                        |
| Nr | Hold             | K  | V  | U | T | Mf |   | Mi | +/- | P                                      |
| 1 | IFK Bofors       | 10 | 10 | 0 | 0 | 70 | – | 12 | +58 | 20Oprykningsspil                       |
| 2 | IF Göta          | 9  | 5  | 1 | 3 | 42 | – | 29 | +13 | 11                                     |
| 3 | Deje IK (O)      | 10 | 4  | 1 | 5 | 28 | – | 34 | −6  | 9                                      |
| 4 | Färjestads BK    | 10 | 3  | 1 | 6 | 40 | – | 55 | −15 | 7                                      |
| 5 | Degerfors BK (O) | 10 | 3  | 0 | 7 | 33 | – | 49 | −16 | 6                                      |
| 6 | Grums IK (O)     | 9  | 1  | 3 | 5 | 29 | – | 63 | −34 | 5Nedrykning til regional serie 1947-48 |

### Division II Västmanland
| \| Nr \| Hold \| K \| V \| U \| T \| Mf \| \| Mi \| +/- \| P \| \| -- \| ---------------- \| -- \| - \| - \| -- \| -- \| - \| --- \| ---- \| -------------------------------------- \| \| 1 \| Västerås SK (N) \| 10 \| 9 \| 1 \| 0 \| 95 \| – \| 15 \| +80 \| 19Oprykningsspil \| \| 2 \| Surahammars IF \| 10 \| 8 \| 1 \| 1 \| 80 \| – \| 18 \| +62 \| 17 \| \| 3 \| BK Forward \| 10 \| 5 \| 0 \| 5 \| 43 \| – \| 49 \| −6 \| 10 \| \| 4 \| IK Westmannia \| 10 \| 4 \| 0 \| 6 \| 32 \| – \| 43 \| −11 \| 8 \| \| 5 \| IFK Västerås (O) \| 10 \| 3 \| 0 \| 7 \| 34 \| – \| 53 \| −19 \| 6 \| \| 6 \| IF Eyra (O) \| 10 \| 0 \| 0 \| 10 \| 9 \| – \| 115 \| −106 \| 0Nedrykning til regional serie 1947-48 \| K: Kampe spillet, V: Vundne kampe, U: Uafgjorte kampe, T: Tabte kampe, Mf: Mål for, Mi: Mål imod, +/-: Måldifference, P: Point |                  |    |   |   |    |    |   |     |      |                                        |
| Nr | Hold             | K  | V | U | T  | Mf |   | Mi  | +/-  | P                                      |
| 1 | Västerås SK (N)  | 10 | 9 | 1 | 0  | 95 | – | 15  | +80  | 19Oprykningsspil                       |
| 2 | Surahammars IF   | 10 | 8 | 1 | 1  | 80 | – | 18  | +62  | 17                                     |
| 3 | BK Forward       | 10 | 5 | 0 | 5  | 43 | – | 49  | −6   | 10                                     |
| 4 | IK Westmannia    | 10 | 4 | 0 | 6  | 32 | – | 43  | −11  | 8                                      |
| 5 | IFK Västerås (O) | 10 | 3 | 0 | 7  | 34 | – | 53  | −19  | 6                                      |
| 6 | IF Eyra (O)      | 10 | 0 | 0 | 10 | 9  | – | 115 | −106 | 0Nedrykning til regional serie 1947-48 |

### Division II Øst
| \| Nr \| Hold \| K \| V \| U \| T \| Mf \| \| Mi \| +/- \| P \| \| -- \| -------------------- \| -- \| - \| - \| - \| -- \| - \| -- \| --- \| -------------------------------------- \| \| 1 \| Atlas Diesels IF (N) \| 10 \| 8 \| 1 \| 1 \| 65 \| – \| 19 \| +46 \| 17Oprykningsspil \| \| 2 \| Årsta SK \| 10 \| 6 \| 2 \| 2 \| 49 \| – \| 45 \| +4 \| 14 \| \| 3 \| IFK Stockholm \| 10 \| 5 \| 1 \| 4 \| 48 \| – \| 44 \| +4 \| 11 \| \| 4 \| IK Sirius \| 10 \| 4 \| 0 \| 6 \| 41 \| – \| 55 \| −14 \| 8 \| \| 5 \| Kungsholms IF (O) \| 10 \| 3 \| 2 \| 5 \| 51 \| – \| 71 \| −20 \| 8 \| \| 6 \| Reymersholms IK \| 10 \| 1 \| 0 \| 9 \| 52 \| – \| 72 \| −20 \| 2Nedrykning til regional serie 1947-48 \| K: Kampe spillet, V: Vundne kampe, U: Uafgjorte kampe, T: Tabte kampe, Mf: Mål for, Mi: Mål imod, +/-: Måldifference, P: Point |                      |    |   |   |   |    |   |    |     |                                        |
| Nr | Hold                 | K  | V | U | T | Mf |   | Mi | +/- | P                                      |
| 1 | Atlas Diesels IF (N) | 10 | 8 | 1 | 1 | 65 | – | 19 | +46 | 17Oprykningsspil                       |
| 2 | Årsta SK             | 10 | 6 | 2 | 2 | 49 | – | 45 | +4  | 14                                     |
| 3 | IFK Stockholm        | 10 | 5 | 1 | 4 | 48 | – | 44 | +4  | 11                                     |
| 4 | IK Sirius            | 10 | 4 | 0 | 6 | 41 | – | 55 | −14 | 8                                      |
| 5 | Kungsholms IF (O)    | 10 | 3 | 2 | 5 | 51 | – | 71 | −20 | 8                                      |
| 6 | Reymersholms IK      | 10 | 1 | 0 | 9 | 52 | – | 72 | −20 | 2Nedrykning til regional serie 1947-48 |

### Division II Södermanland
| \| Nr \| Hold \| K \| V \| U \| T \| Mf \| \| Mi \| +/- \| P \| \| -- \| ----------------- \| -- \| - \| - \| - \| -- \| - \| -- \| --- \| -------------------------------------- \| \| 1 \| Tranebergs IF (N) \| 10 \| 8 \| 1 \| 1 \| 82 \| – \| 27 \| +55 \| 17Oprykningsspil \| \| 2 \| Södertälje IF (N) \| 10 \| 8 \| 0 \| 2 \| 74 \| – \| 31 \| +43 \| 16 \| \| 3 \| IF Olympia (O) \| 10 \| 5 \| 1 \| 4 \| 35 \| – \| 40 \| −5 \| 11 \| \| 4 \| Lilljanshofs IF \| 10 \| 5 \| 0 \| 5 \| 37 \| – \| 49 \| −12 \| 10 \| \| 5 \| Värtans IK \| 10 \| 2 \| 1 \| 7 \| 43 \| – \| 62 \| −19 \| 5 \| \| 6 \| IFK Tumba \| 10 \| 0 \| 1 \| 9 \| 26 \| – \| 88 \| −62 \| 1Nedrykning til regional serie 1947-48 \| K: Kampe spillet, V: Vundne kampe, U: Uafgjorte kampe, T: Tabte kampe, Mf: Mål for, Mi: Mål imod, +/-: Måldifference, P: Point |                   |    |   |   |   |    |   |    |     |                                        |
| Nr | Hold              | K  | V | U | T | Mf |   | Mi | +/- | P                                      |
| 1 | Tranebergs IF (N) | 10 | 8 | 1 | 1 | 82 | – | 27 | +55 | 17Oprykningsspil                       |
| 2 | Södertälje IF (N) | 10 | 8 | 0 | 2 | 74 | – | 31 | +43 | 16                                     |
| 3 | IF Olympia (O)    | 10 | 5 | 1 | 4 | 35 | – | 40 | −5  | 11                                     |
| 4 | Lilljanshofs IF   | 10 | 5 | 0 | 5 | 37 | – | 49 | −12 | 10                                     |
| 5 | Värtans IK        | 10 | 2 | 1 | 7 | 43 | – | 62 | −19 | 5                                      |
| 6 | IFK Tumba         | 10 | 0 | 1 | 9 | 26 | – | 88 | −62 | 1Nedrykning til regional serie 1947-48 |

### Division II Syd
| \| Nr \| Hold \| K \| V \| U \| T \| Mf \| \| Mi \| +/- \| P \| \| -- \| --------------- \| -- \| - \| - \| -- \| -- \| - \| -- \| --- \| -------------------------------------- \| \| 1 \| Djurgårdens IF \| 10 \| 9 \| 0 \| 1 \| 86 \| – \| 20 \| +66 \| 18Oprykningsspil \| \| 2 \| IK Sleipner \| 10 \| 9 \| 0 \| 1 \| 62 \| – \| 23 \| +39 \| 18 \| \| 3 \| IFK Norrköping \| 10 \| 6 \| 0 \| 4 \| 61 \| – \| 38 \| +23 \| 12 \| \| 4 \| Norrköpings AIS \| 10 \| 4 \| 0 \| 6 \| 46 \| – \| 52 \| −6 \| 8 \| \| 5 \| GoIF Tjalve (O) \| 10 \| 2 \| 0 \| 8 \| 27 \| – \| 84 \| −57 \| 4 \| \| 6 \| BK Derby \| 10 \| 0 \| 0 \| 10 \| 14 \| – \| 79 \| −65 \| 0Nedrykning til regional serie 1947-48 \| K: Kampe spillet, V: Vundne kampe, U: Uafgjorte kampe, T: Tabte kampe, Mf: Mål for, Mi: Mål imod, +/-: Måldifference, P: Point |                 |    |   |   |    |    |   |    |     |                                        |
| Nr | Hold            | K  | V | U | T  | Mf |   | Mi | +/- | P                                      |
| 1 | Djurgårdens IF  | 10 | 9 | 0 | 1  | 86 | – | 20 | +66 | 18Oprykningsspil                       |
| 2 | IK Sleipner     | 10 | 9 | 0 | 1  | 62 | – | 23 | +39 | 18                                     |
| 3 | IFK Norrköping  | 10 | 6 | 0 | 4  | 61 | – | 38 | +23 | 12                                     |
| 4 | Norrköpings AIS | 10 | 4 | 0 | 6  | 46 | – | 52 | −6  | 8                                      |
| 5 | GoIF Tjalve (O) | 10 | 2 | 0 | 8  | 27 | – | 84 | −57 | 4                                      |
| 6 | BK Derby        | 10 | 0 | 0 | 10 | 14 | – | 79 | −65 | 0Nedrykning til regional serie 1947-48 |

## Kvalifikation til Division I
I kvalifikationen til Division I spillede de syv puljevindere om fire pladser i Division I i den efterfølgende sæson.
| Kamp                                  | Res. |
| ------------------------------------- | ---- |
| Gävle Godtemplares IK - Leksands IF   | 5–3  |
| Tranebergs IF - Gävle Godtemplares IK | 7–4  |
| Atlas Diesels IF - Djurgårdens IF     | 5–4  |
| IFK Bofors - Gävle Godtemplares IK    | 2–5  |
| Västerås SK - Djurgårdens IF          | 7–3  |

Resultaterne medførte, at følgende hold rykkede op i Division I:
- Atlas Diesels IF
- Gävle Godtemplares IK
- Tranebergs IF
- Västerås SK